# Gouvernement Diori III
Ire République
Diori II Kountché
Le gouvernement Hamani Diori est un gouvernement nigérien formé le 22 novembre 1970.
Le régime d'Hamani Diori est renversé par le coup d'État du lieutenant-colonel Seyni Kountché le 15 avril 1974.

## Historique

### Formation
Le chef de l’État Hamani Diori est réélu président de la République le 1er octobre 1970 par 99,98 % des suffrages exprimés et 98,3 % des votants. Sa liste, l'unique parti au Niger, remporte les élections législatives du 22 octobre avec 99,85 % des suffrages exprimés.
Lors du remaniement du 22 et 26 novembre 1970, Courmo Barcougné, ministre des affaires étrangères, et Abdou Sidikou, secrétaire d'État à la Présidence, quittent le gouvernement. Pour la première fois, des jeunes technocrates n'ayant pour la plupart aucune attache politique font leur entrée au gouvernement. Quatre secrétaires d'État sont nommés : Maï Maigana, ancien instituteur et diplômé de l'École nationale de la France d'Outre-mer est nommé secrétaire d'État à la Présidence, Amadou Mossi, premier chirurgien du Niger est nommé secrétaire d'État à la santé publique, Harouna Bembello, docteur vétérinaire est nommé secrétaire d'État à l'économie rurale et Garba Katambé, inspecteur de l'enseignement du premier degré est nommé secrétaire d'État à l'intérieur.

### Évolution de la composition
Le remaniement du 17 août 1972 voit l'entrée au gouvernement de Dan Dicko Dan Koulodo, Boubacar Moussa et Souna Adamou, respectivement ministre de l'éducation nationale, de la jeunesse et des sports, secrétaire d'État à l'intérieur et secrétaire d'État à l'économie rurale. Le titre de Ministre d'État est donné pour la première à Diamballa Yansambou Maïga, titulaire du portefeuille de l'intérieur depuis 1958 qui devient ministre d'État chargé de l'intérieur et Léopold Kaziendé qui devient ministre d'État chargé de la défense nationale.
Le 26 septembre 1972, deux ministères sont créés : Maïda Mamoudou devient ministre de l'information et Maï Maigana devient ministre de la promotion humaine.
Enfin le 10 février 1973, Souna Adamou, précédemment secrétaire d’État à l'économie rurale, devient secrétaire d’État à la Présidence, chargé de la tutelle.

## Composition initiale
| Portefeuille                                                     | Titulaire | Titulaire                 | Parti   |
| ---------------------------------------------------------------- | --------- | ------------------------- | ------- |
| Président de la République                                       |           | Hamani Diori              | PPN-RDA |
| Ministre de l'Intérieur                                          |           | Diamballa Yansambou Maïga | PPN-RDA |
| Ministre des Affaires économiques, du Commerce et de l'Industrie |           | Léopold Kaziendé          | PPN-RDA |
| Ministre des Finances et des Affaires sahariennes et nomades     |           | Mouddour Zakara           | PPN-RDA |
| Ministre de l'Éducation nationale                                |           | Harou Kouka               | PPN-RDA |
| Ministre des Affaires étrangères                                 |           | Maïda Mamoudou            | PPN-RDA |
| Ministre des Travaux publics, des Mines et de l'Urbanisme        |           | Mahamane Dandobi          | PPN-RDA |
| Ministre de la Justice                                           |           | Barkiré Halidou           | PPN-RDA |
| Ministre délégué à la Présidence                                 |           | Amadou Issaka             | PPN-RDA |
| Ministre des Postes et Télécommunications                        |           | Issa Ibrahim              | PPN-RDA |
| Secrétaire d'État à la Présidence                                |           | Maï Maigana               | PPN-RDA |
| Secrétaire d'État à la Santé publique                            |           | Amadou Mossi              | PPN-RDA |
| Secrétaire d'État à l'Économie rurale                            |           | Harouna Bembello          | PPN-RDA |
| Secrétaire d'État à l'Intérieur                                  |           | Garba Katambé             | PPN-RDA |